# Stadtburg Andernach

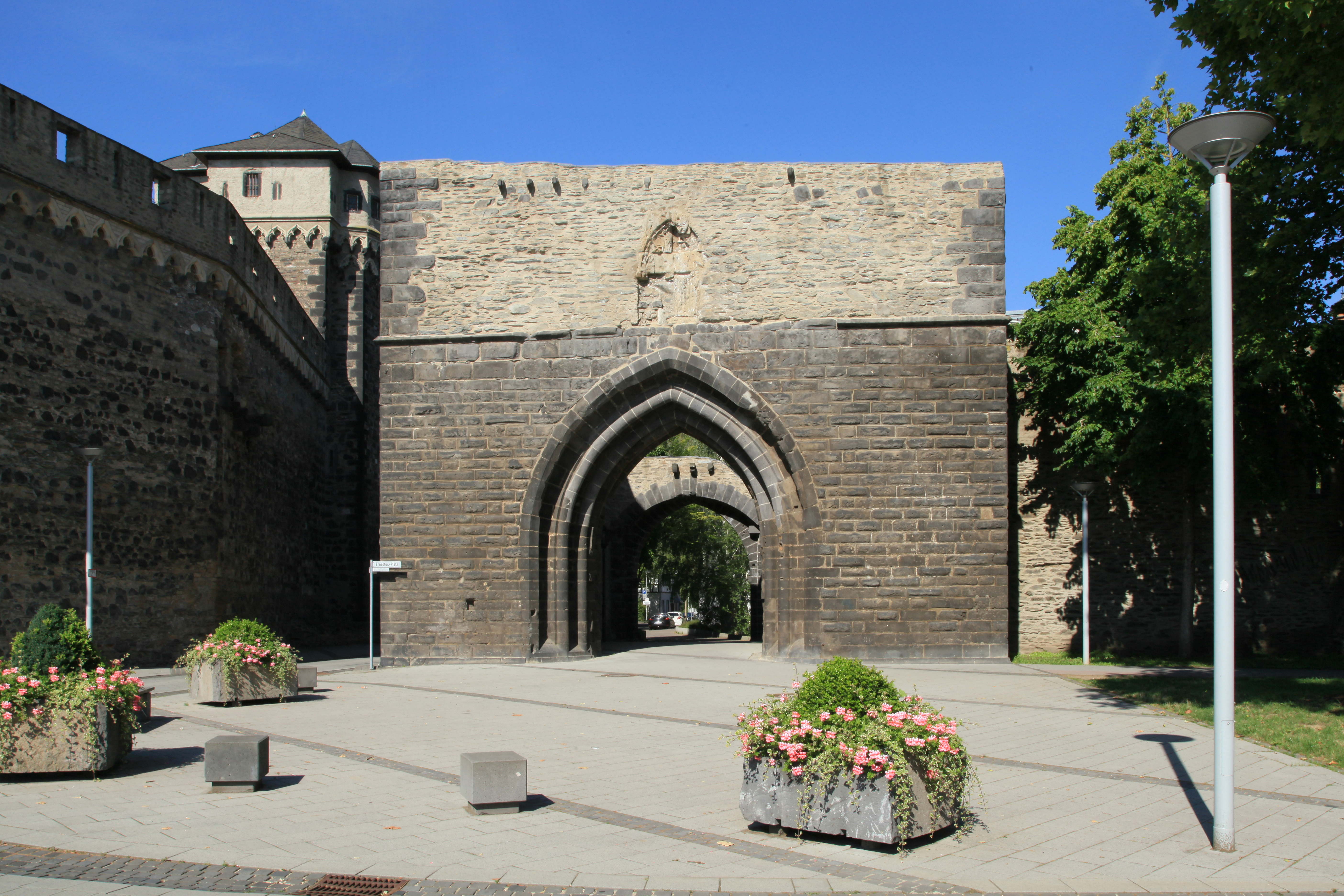
Ruinen der Burg links und rechts des Koblenzer Tores, vormals Burgpforte

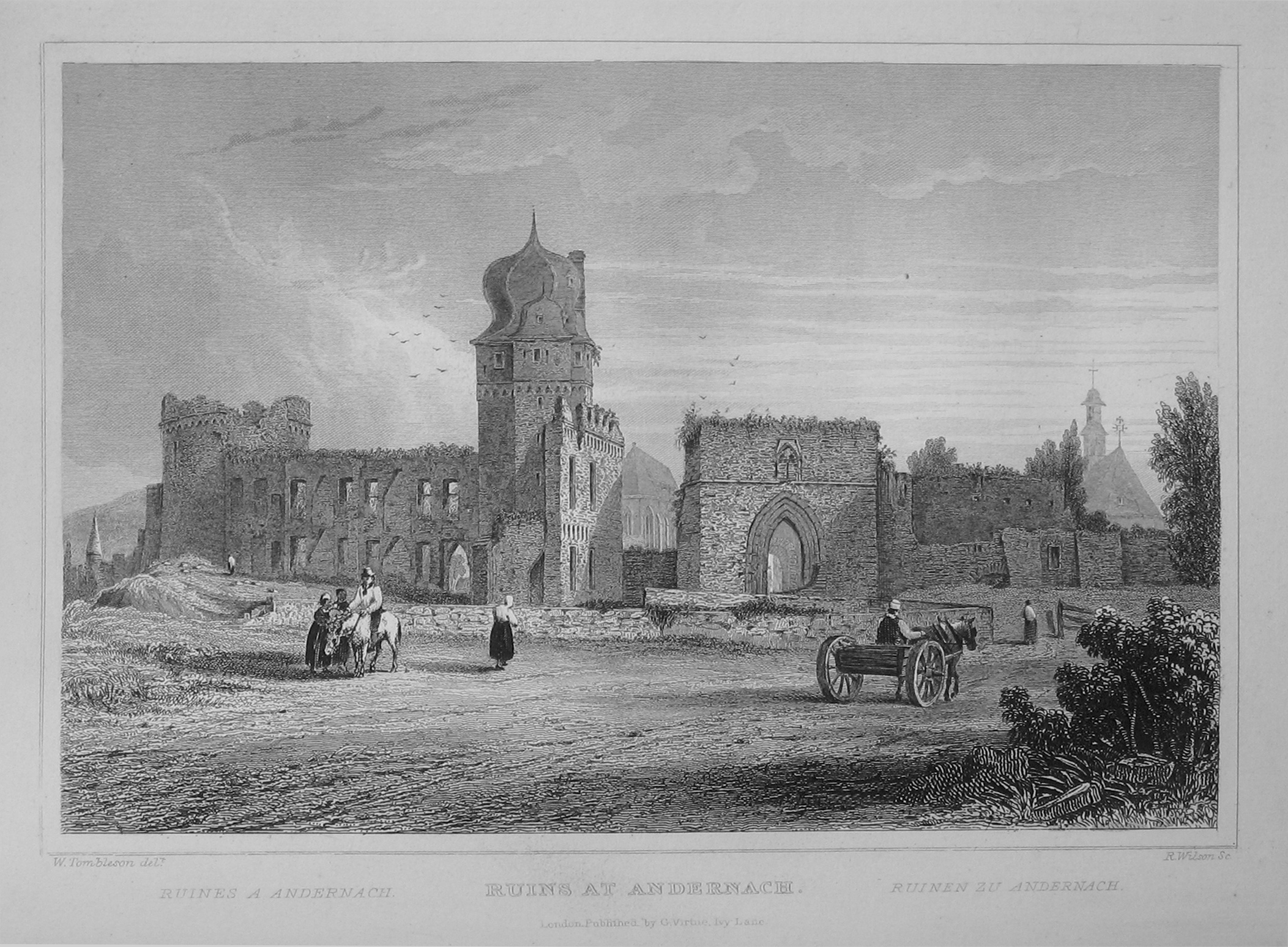
Ruinen der kurkölnischen Burg und des Koblenzer Tores, Stich von Rich. Wilson (nach Zeichnung von Wm. Tombleson) vor 1838; zwischen beiden die frühere Minoritenkirche St. Nikolaus, rechts die Hospitalkirche, links der Pulverturm ohne Helm, ganz links der Dadenbergturm mit Helm sowie in der Mitte der Bergfried mit barocker Haube.

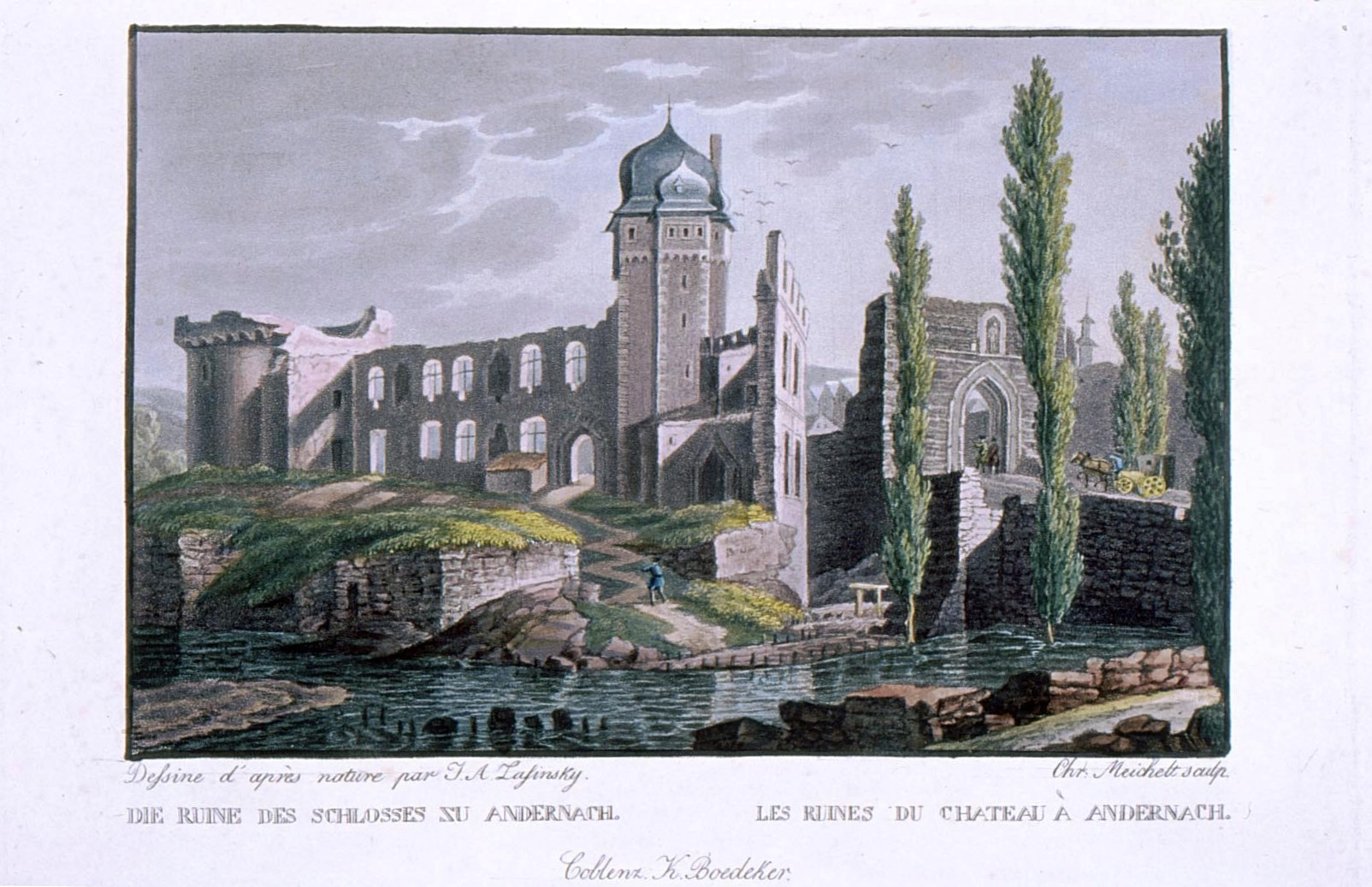
Stich der Ruine um 1830 von Christian Meichelt nach Zeichnung von Johann Adolf Lasinsky

Die Stadtburg Andernach, auch Kurfürstliche Burg bzw. Kurfürstliches Schloss, Stadtschloss, seltener auch Bischofsburg genannt, ist eine kurkölnische Burg in Andernach. Sie ist eine aus dem ausgehenden 12. und frühen 13. Jahrhundert stammende Wasserburg romanischen Baustils mit gotischen und, durch den Ausbau im 15. und Anfang des 16. Jahrhunderts, auch mit Renaissanceelementen. Die 1689 im Pfälzischen Erbfolgekrieg zerstörte mittelalterliche Stadtburg zählt zu den besterhaltenen Ruinen am Mittelrhein.

## Geschichte
Die kurkölnische Burg in Andernach war vom Bauzweck her keine Stadtburg, d. h. eine Burg seitens der Stadt zu deren Verteidigung errichtet, sondern zur Kontrolle der Stadt Andernach seitens des Kurfürsten von Köln. Sie wurde auf Anordnung des Reichserzkanzlers und Kölner Erzbischofs Rainald von Dassel, der Andernach mit Rheinzoll 1167 von Kaiser Friedrich I. als Geschenk für seine Kriegsdienste in Italien erhielt, geplant, entworfen und begonnen. Damit war Andernach der südlichste Außenposten des Erzstifts Köln. Seine Nachfolger Philipp I. von Heinsberg, Adolf von Altena und Bruno IV. von Sayn errichteten die kurfürstliche Burg an der strategisch günstigen Stelle – der Südostecke der parallel errichteten Stadtbefestigung (zwischen 1190 und 1210) – offiziell zur Deckung der benachbarten Burgpforte (heute Koblenzer Tor) und des nahen Rheinzolls, der im damals „Tholhaus“ (= Zollhaus) genannten dreigeschossigen Zoll- und Wehrturm (mit Bastion) an der Nordostecke der Stadtbefestigung erhoben wurde. In erster Linie diente die kurkölnische Burg allerdings der Kontrolle der zuweilen wegen Anstrebens der Unabhängigkeit vom Kurfürsten aufrührerischen Andernacher Bürger – sie hatte ein eigenes Tor zur Feldseite (gegenüber der früheren Burgstraße und heutigen Salierstrasse), ein weiteres zur Stadtseite in der Hochstraße, so dass der Kurfürst jederzeit die Stadt über seine Burg ungehindert betreten konnte, die er sonst nur durch das Kölner Tor (Westtor) betreten durfte. Die ursprüngliche Burg wurde nach dem Streit zwischen Philipp von Schwaben und Otto IV. von Braunschweig nach ihrer Zerstörung 1198 zusammen mit der Südmauer, erkenntlich an der einheitlichen Bauweise, wieder aufgebaut. Erzbischof Engelbert III. von der Mark baute sie weiter aus und befestigte sie stärker. In späterer Zeit wurden unter dem jeweiligen Kurfürsten weitere Veränderungen durchgeführt, der letzte größere Ausbau erfolgte 1491–1496 unter Kurfürst Hermann IV. von Hessen, der Innenausbau (Sterngewölbe im 2. Obergeschoss) des Bergfrieds unter Philipp II. von Daun und der Bau des Pulverturms durch Hermann V. von Wied.
Die kurkölnische Burg wurde im 14. Jahrhundert mehrmals (wie im Jahre 1355) von freiheitsbestrebten, aufständischen Andernacher Zünften angegriffen und stark beschädigt, aber es gelang ihnen nicht, die Macht des Kurfürsten in Andernach zu brechen und ihn aus der Stadt zu vertreiben. Größtenteils zerstört wurde die Stadtburg Andernach im April 1689 während des Pfälzischen Erbfolgekrieges von französischen Truppen unter Ezéchiel de Mélac, General Ludwig XIV.

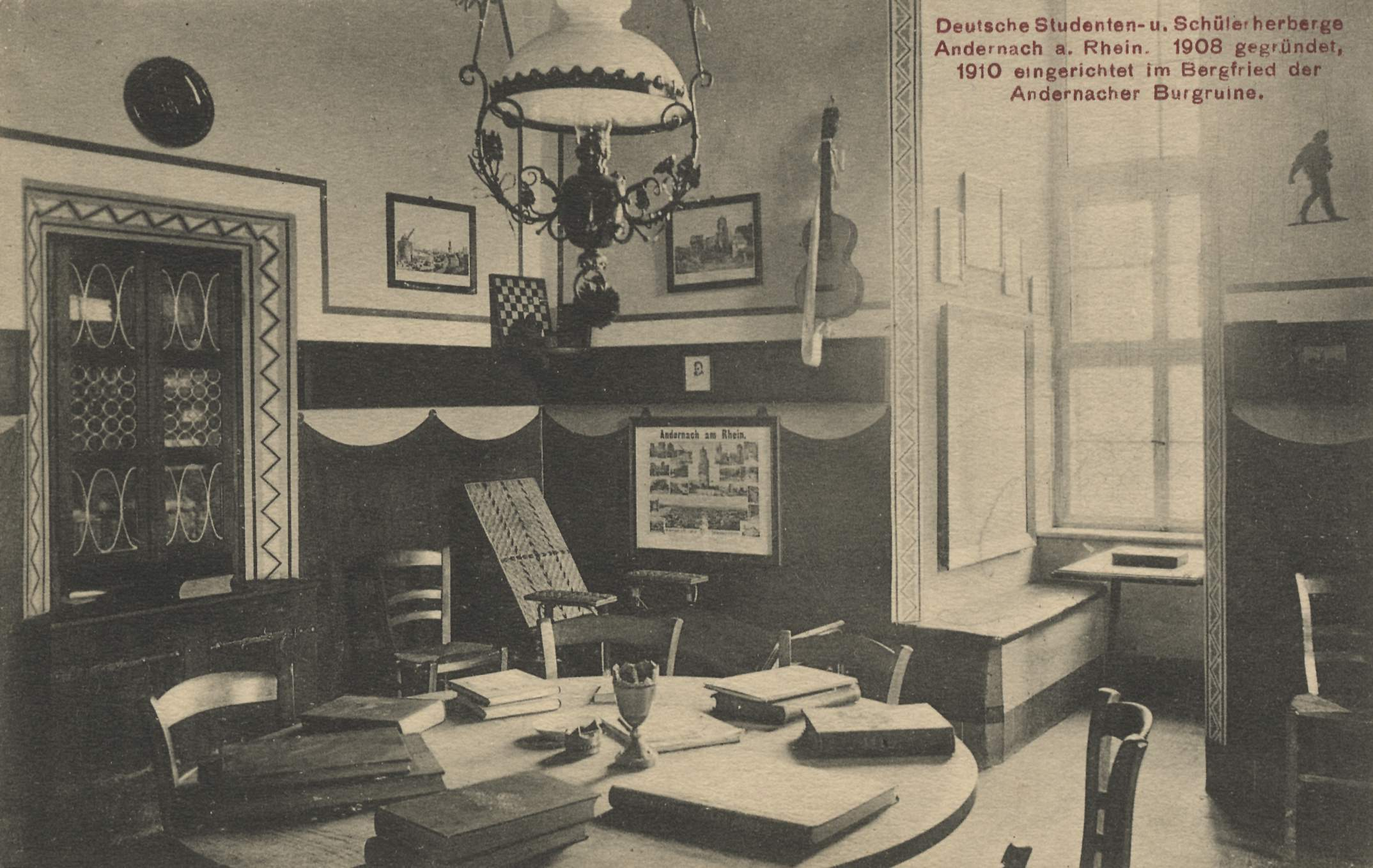
1910 eingerichtete Studenten- und Schülerherberge im Bergfried

Der Bergfried fand 1836 als Gefängnis und von 1910 bis 1922 als Studenten- und Schülerherberge bzw. Jugendherberge Verwendung. Die Jugendherberge wurde in den Runden Turm verlegt, wo sie in den Jahren 1922–1935 betrieben wurde, dann geschlossen wurde und später nochmals in den Jahren 1949–1961 der Jugend offenstand. Seit 2006 können Heiratswillige ihre Trauung im Trauzimmer (3. Stock) des Bergfrieds vornehmen lassen. Zwei große Ölgemälde der Kölner Erzbischöfe Joseph Clemens von Bayern und Clemens August I. von Bayern schmücken angemessen den Raum.
In den Jahren 1955 und 1962 bis 1970 wurden im Schlossgarten die „Andernacher Burgspiele“ mit deutscher Spitzenbesetzung abgehalten. Andere Festlichkeiten werden in unregelmäßigen Abständen im Schlossgarten abgehalten, z. B. der „Andernacher Musiksommer“.
Obwohl sie sich auf dem Gelände der Stadt Andernach befindet, ist sie kein Eigentum der Stadt, sondern das des Landes Rheinland-Pfalz als Rechtsnachfolgerin für die in diesem Bundesland liegenden Besitzungen Kurkölns, dem Andernach und Burg gehörte.

## Beschreibung
Die seltene innerstädtische, parallelogrammförmig angelegte Wasserburganlage, sie galt als die großartigste und mächtigste am Rhein, bestand aus dem quadratischen, ursprünglich drei-, seit 1496 durch Hermann IV. von Hessen vierstöckigen Bergfried mit aufgestocktem Wachhaus (gilt als ältester Teil der Anlage), vier Eckwarten (Ecktürmchen) mit integriertem Wehrgang und spitzem Zeltdach im Norden (erhalten, mit flachem Zeltdach), aus einem nach Süden angeschlossenen, zweistöckigen Innentorbau (Palastorbau, verband den Burggarten mit dem westlich vorgelagerten Burghof) und mit dem daran anschließenden Palasgebäude (Westwand mit Fensterbänken und Kaminen erhalten). Weiterhin gehörte zur Burg ein seit 1519 unter Kurfürst Hermann V. von Wied daran angebauter mächtiger Rundturm mit Spitzkegeldach (der Pulverturm, 18 m hoch mit flachem Kegeldach (1981 aufgesetzt), erhalten), der als Südostecke der Burg zugleich Wehrturm der Stadtmauer war. Das Palasgebäude bestand aus einem schmäleren Vorbau zum Innentorbau hin und dem daran südlich angebauten Hauptbau, der einige Meter weiter in den Innenhof ragte und an seiner vorspringenden Nordostecke einen dreistöckigen Treppenturm mit Kegeldach und Eingangstüre besaß. Innentorbau und Palas nebst Vorbau hatten je ein Satteldach mit weiteren Stockwerken, der Palas selbst wies einen das Dach überragenden Dreiecksgiebel auf. Die Westwand dieser drei Gebäude zwischen Bergfried und Pulverturm war einheitlich wie eine durchgehende Wand aufgeführt und besaß große Fenster mit Basaltrahmen und Basaltfensterkreuzen. Das schmale Innentorhaus wies auch ein derartiges Fenster über dem Tordurchgang auf, darüber ein Wehrerker mit Kegeldach. Pulverturm und Bergfried erhielten nach Bau bzw. Ausbau jeweils einen umlaufenden Dreipass-Tuffsteinfries unterhalb des runden Dachrandes bzw. der obersten Fenster des Wachhausstocks, ebenso die Wohngebäude (innen wie außen) und die Burgmauer. Vom Pulverturm aus mit der Südwand des Palas verbunden bildete die weiterführende, mit überdachtem Wehrgang versehene Stadt- und Burgmauer (nicht erhalten) nach Osten hin die Südseite der Burg und traf nach ca. 30 m auf das südwestlich-nordöstlich ausgerichtete Torhaus der feldseitigen Eingangspforte (dem eigentlichen Burgaußentor (nicht erhalten), ähnlich dem Kölner Tor auf der anderen Stadtseite) mit Spitzzeltdach, Fallgatter, Torflügel, Zugbrücke und Schießscharten im Stockwerk über dem Torbogen. Die vom Torbau nordwärts weiterlaufende Stadt- und Burgaußenmauer (nicht erhalten) stieß an ein weiteres, an die an der Ostseite des Bergfriedes angelegten Stallungen und Remisen (mit Fachwerketagen) angebautes dreistöckiges Wohngebäude mit ebenfalls dachüberragenden Dreiecksgiebeln und zwei Dachstockwerken (Teil der nördlichen Außenwand erhalten), das mit einem Rundwehrturm (nicht erhalten) als Ostecke der Burganlage abgeschlossen war. Es hatte feldseitig an der östlichen Giebelwand in den oberen Stockwerken Fenster. Zur Verteidigung der Burg und der nahen Burgpforte der Stadtmauer war der dieser parallel laufende Abschnitt der Burgmauer zwischen Bergfried und dem Ostgebäude, an die sich die Remisen schmiegten, ähnlich einer Schildmauer ausgeführt und hatte ebenfalls einen Wehrgang, der im Innern der Burg an der Ost- und Südwand des Bergfrieds entlang zum inneren Torhaus (Burggarten) führte.
Die Burganlage war neben der hohen und bewehrten, in Fortsetzung der Stadtmauer verlaufenden Außenmauer zusätzlich mit einer innerstädtisch die Burg gegen die Stadt abgrenzenden (teilweise erhalten) umlaufenden Mauer umgeben, dazu mit einem über fünf Metern tiefen, bis zu 30 m breiten Wassergraben. Nordöstlich des Bergfrieds, der aufgrund seiner Fensteröffnungen in späterer Zeit eher als Wohnturm fungierte, ist als Osttor der Stadtmauer das im Mittelalter burgporzen, später Burgpforte genannte heutige Koblenzer Tor angeschlossen, eine gewaltige vierstöckige Doppeltoranlage mit Zugbrücke (Graben), Fallgatter, Eckwarten und Zeltdach, und als Ruine erhalten. Ca. 50 m westlich des Pulverturmes verlief die innerstädtische Burgmauer, von der südlichen, ost-westlich verlaufenden Stadtmauer ausgehend, nach Norden (nicht erhalten) zur ost-westlich verlaufenden Hochstraße, bog entlang der Südseite der Straße nach Osten ab (erhalten) und verlief über das stadtseitige Burgtor (Torbogen erhalten) der Burg nördlich des Bergfrieds entlang und ging in die östliche äußere Burg- und Stadtmauer (nicht erhalten) über, die jenseits des sich östlich an den Bergfried anschließenden Gebäudes (Nordwand erhalten) nach Süden zum feldseitigen Tor (nicht erhalten) der Burg verlief, von dort in einem südwestlich verlaufenden Bogen (nicht erhalten) zurück zum Pulverturm stieß. An ihn schloss sich die westwärts verlaufende Stadtmauer (erhalten) mit Wehrgang an, deren Teilstück bis zur nordwärts verlaufenden inneren Burgmauer Teil der äußeren Burgmauer war. Zwischen westlicher innerer Burgmauer und der Westfront der Burggebäude (Bergfried, inneres Torhaus, Palas) lag der Burg-, Hof- oder Schlossgarten, heute ein Park. Der Burggraben verlief hier (20 m breit und 5 m tief) innerhalb der Burg nordsüdlich entlang des Pulverturms, der Palasgebäude- und Bergfriedwestwand, bog an der Nordwestecke des Bergfrieds nach Osten ab, verlief an der Innenseite der nördlichen inneren Burgmauer zwischen Burgpforte und Bergfried in den außen verlaufenden Grabenteil, der entlang der Außenseite der nicht mehr erhaltenen südöstlichen Außenmauer zum Pulverturm zurückführte, wobei der Graben durch die zwischen Burgpforte und der Nordwand der Burganlage verlaufende Mauer stieß. Über eine massive, vierbogige Steinbrücke (ca. 23 m lang, erhalten) gelangte man vom Burggarten zum stadtseitigen Haupteingang der Burg im inneren Torhaus neben dem Palasgebäude in den eigentlichen Burginnenhof und von dort in die einzelnen Gebäude. Dieser Burghof und die Flächen der nicht mehr existierenden Burgbauten wie Palas, innerer Torbau, Südosttorbau, Remisen und östliches Wohngebäude sind ebenfalls Teiles des heutigen Schlossparks. Der Burggraben war entlang der Außenmauer der Burg im Süden und Osten Teil des Stadtmauergrabens und umgab neben der Burganlage die Feldseite (Ostseite) der Burgpforte, die in ihrer Zeit nur über eine Zugbrücke zugänglich war. Somit war die Burganlage als eigene Wehreinheit von der Stadtbefestigung abgegrenzt, war aber auch als ein in die Stadtmauer integriertes System Teil der Verteidigungsanlage der Stadt.
Das im Mittelalter vorhandene Spitzdach des erhaltenen Bergfrieds wurde spätestens im 18. Jahrhundert durch eine geschwungene barocke Haube ersetzt, wie auf einigen Stichen und Lithographien des ausgehenden 18. und beginnenden 19. Jahrhunderts zu sehen ist. Seit 1838 trägt der Turm ein flaches Zeltdach (Gesamthöhe 30 m). Er ist das einzige weitgehend intakt gebliebene Gebäude der Burganlage.
Der Pulverturm wurde erst 1980 instand gesetzt und erhielt 1981, wie auch die erhaltenen dachlosen Mauertürme der Stadt außer dem intakten Dadenbergturm, dessen Helm aus dem 17. Jahrhundert als Vorbild diente, einen neuen, nun flachen Kegelhelm. Im Mittelalter hatte er einen Spitzkegelhelm.

## Regelmäßige Veranstaltungen
- Mittelalterlicher Halunkenmarkt und Heerlager des Bäckerjungenfestes